# Litoria spartacus
Espèce
Statut de conservation UICN

 DD  : Données insuffisantes
Litoria spartacus est une espèce d'amphibiens de la famille des Pelodryadidae.

## Répartition
Cette espèce est endémique de la province des Hautes-Terres méridionales en Papouasie-Nouvelle-Guinée. Elle se rencontre dans le bassin supérieur du fleuve Kikori,.

## Étymologie
Cette espèce est nommée en l'honneur de Spartacus.

## Publication originale
- Richards & Oliver, 2006 : A new species of torrent-dwelling Litoria (Anura: Hylidae) from the Kikori Integrated Conservation and Development Project area, Papua New Guinea. Salamandra, vol. 42, no 4, p. 231-238.